# Уимблдонский турнир 2015

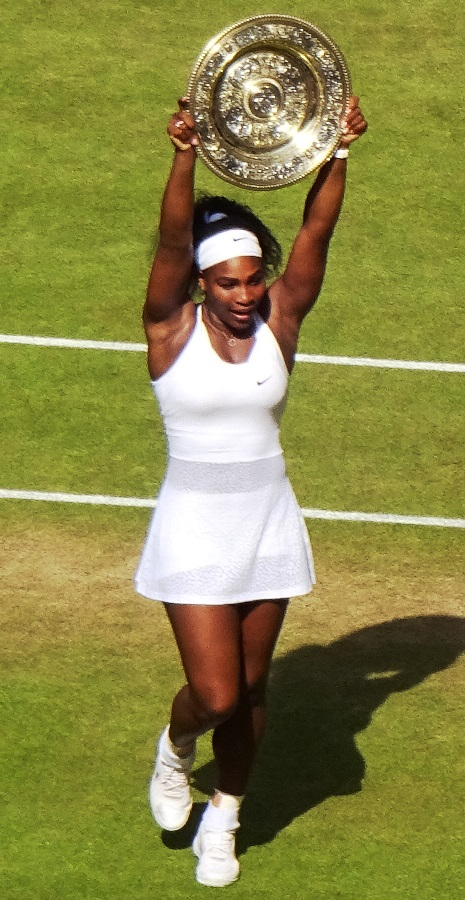
Победительница женского одиночного турнира 2015 года Серена Уильямс

Уимблдонский турнир 2015 — 129-й розыгрыш ежегодного профессионального теннисного турнира серии Большого шлема, проводящегося в Уимблдоне (Лондон, Великобритания) на кортах местного «Всеанглийского клуба лаун-тенниса и крокета». Традиционно выявляются победители соревнования в девяти разрядах: в пяти — у взрослых и четырёх — у старших юниоров.
В 2015 году матчи основных сеток прошли с 29 июня по 12 июля. Соревнование традиционно завершало основной сезон турниров серии на данном покрытии.

## Соревнования

### Взрослые

#### Мужчины. Одиночный разряд
Новак Джокович обыграл  Роджера Федерера со счётом 7-6(1), 6-7(10), 6-4, 6-3.
- Джокович выигрывает свой 2-й финал в сезоне и 9-й за карьеру на соревнованиях Большого шлема.
- Федерер уступает свой 1-й финал в сезоне и 9-й за карьеру на соревнованиях Большого шлема.

#### Женщины. Одиночный разряд
Серена Уильямс обыграла  Гарбинье Мугурусу со счётом 6-4, 6-4.
- Уильямс во второй раз в карьере выиграла четыре турнира Большого шлема подряд (некалендарный Большой шлем).
- Мугуруса впервые в карьере добралась до финала турнира Большого шлема.

#### Мужчины. Парный разряд
Жан-Жюльен Ройер /  Хория Текэу обыграли  Джейми Маррея /  Джона Пирса со счётом 7-6(5), 6-4, 6-4.
- представитель Нидерландов выигрывает турнир серии впервые с 2002 года.
- Текэу выходит в финал турнира серии в четвёртый раз в карьере, но впервые побеждает.

#### Женщины. Парный разряд
Мартина Хингис /  Саня Мирза обыграли  Екатерину Макарову /  Елену Веснину со счётом 5-7, 7-6(4), 7-5.
- Хингис выигрывает турнир серии впервые с 2002 года.
- Мирза во второй раз выходит в финал соревнования серии, но впервые побеждает.

#### Смешанный парный разряд
Леандер Паес /  Мартина Хингис обыграли  Александра Пейю /  Тимею Бабош со счётом 6-1, 6-1.
- Хингис выигрывает 2-й финал в сезоне и 3-й за карьеру на соревнованиях серии.
- Паес выигрывает 2-й финал в сезоне 8-й за карьеру на соревнованиях серии.

### Юниоры

#### Юноши. Одиночный турнир
Райли Опелка обыграл  Микаэля Имера со счётом 7-6(5), 6-4.
- впервые с 1977 года представители США выигрывают оба европейских соревнования серии.

#### Девушки. Одиночный турнир
Софья Жук обыграла  Анну Блинкову со счётом 7-5, 6-4.
- представительница России выигрывает британское соревнование серии впервые с 2002 года.

#### Юноши. Парный турнир
Ли Хоанг Нам /  Сумит Нагал обыграли  Райли Опелку /  Акиру Сантиллана со счётом 7-6(4), 6-4.
- представитель Вьетнама впервые побеждает на турнире Большого шлема в любом разряде.
- представитель Индии впервые побеждает на турнире Большого шлема в этом разряде.

#### Девушки. Парный турнир
Далма Галфи /  Фанни Штоллар обыграли  Веру Лапко /  Терезу Мигаликову со счётом 6-3, 6-2.
- представительница Венгрии выигрывает турнир серии впервые с 2010 года.